# Will Gregory
William "Will" Owen Gregory, född 17 september 1959 i Bristol i England, är en engelsk musiker; låtskrivare och keyboardist i den elektroniska musikduon Goldfrapp. Han utgör duons ena halva tillsammans med sångerskan Alison Goldfrapp. Han och Alison har även haft rollerna som producenter för duons samtliga album.
Gregory är även saxofonist och har bland annat spelat saxofon på låtarna "Magic Doors" och "Threads" från Portisheads tredje album Third.

## Diskografi

### MedGoldfrapp
- Felt Mountain (2000)
- Black Cherry (2003)
- Supernature (2005)
- Seventh Tree (2008)
- Head First (2010)